# Stok Kangri
Stok Kangri (wysokość 6.137 m) jest najwyższym szczytem w Himalajach Ladakhu w północno-zachodnich Indiach w stanie Dżammu i Kaszmir. Szczyt ten znajduje się w Parku Narodowym Hemis, 24 km na południowy zachód od Leh - stolicy krainy Ladakh. 
Ze szczytu rozciąga się wspaniały widok na Zanskar, Karakorum i drugą górę świata K2 (8611 m).